# شرف قاطع طريق
شرف قاطع طريق رواية لحنا مينه، عن قصة تدور في عشرينات القرن العشرين في سوريا، وتدور حول فكرة فلسفية وهي «هل يمكن أن يكون لقاطع الطريق شرف ؟».
واكبت أحداث الرواية الحركة الجهادية للاستقلال من المستعمر الفرنسي لسوريا، وحملت في طياتها قصة امرأة نبذت من مجتمعها الذكوري بسبب عملية اغتصاب تعرضت لها من قبل لصوص اقتحموا بيتها في غيبة زوجها، إلا أن هؤلاء اللصوص حملوها عاراً رافقها إلى نهاية حياتها.
كما حملت الرواية في جزء آخر منها صورة الرجل الشهم البطل الذي حارب الظلم والقهر في مجتمعه على الرغم من كونه قاطع طريق.

## وصلات خارجية
عن الرواية